# Nagycsütörtök

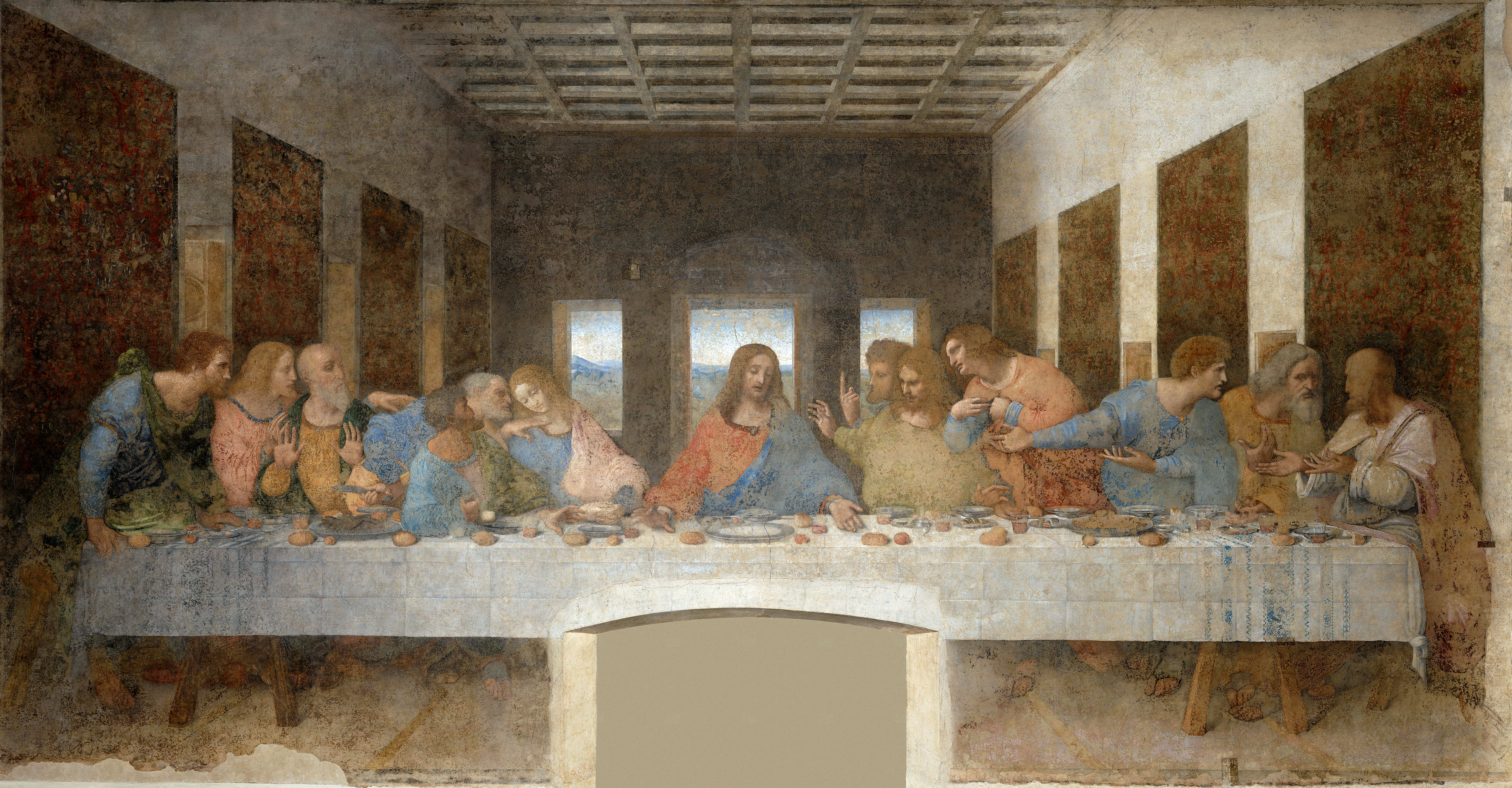
Leonardo da Vinci: Az utolsó vacsora

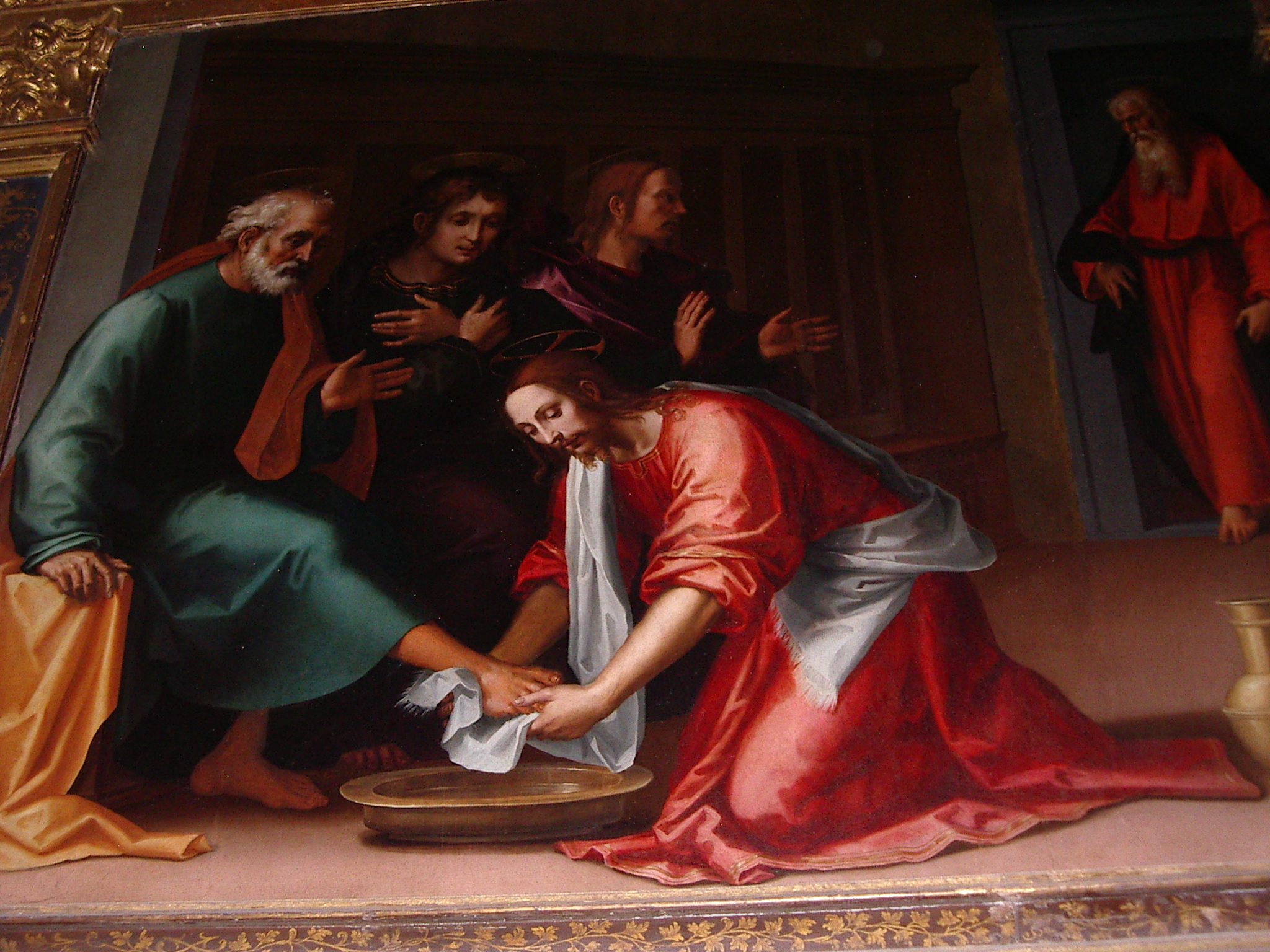
Giovanni Antonio Sogliani:Jézus megmossa a tanítványok lábát
"Aki megfürdött, annak csak a lábát kell megmosni, s akkor egészen tiszta lesz. Ti tiszták vagytok, de nem mindnyájan". (Jn.13,4-10.)

Nagycsütörtök a keresztény hagyomány szerint az utolsó vacsora napja, amikor Jézus a Gecsemáné-kertben búcsút vett tanítványaitól és felkészült az áldozatra. Jézus valószínűleg széder esti lakomát tartott az Egyiptomból való szabadulás emlékére. Szeretete jeléül megmosta tanítványai lábát.
A nagyhét ünnepeinek sorában a nagycsütörtök a gyász napja, ezért csütörtök estétől szombat estéig nincs harangozás. Nagycsütörtökhöz köthető az eucharisztia megalapítása. 
A nagycsütörtök a legtöbb országban nem munkaszüneti nap. Legkorábbi lehetséges dátuma március 19., a legkésőbbi április 22.

## Katolikus liturgia

### Krizmamise
A római katolikus egyházban ezen a napon a püspök az egyházmegye papjaival közösen mutat be szentmisét, amit krizmamisének neveznek. Ennek keretében kerül sor az olajszentelés szertartására, amikor a püspök 12 áldozópap és 7 szerpap közreműködésével megszentel három szent olajat, a krizmát, a katekumenek (keresztelendők) olaját és a betegek olaját. Ezeket aztán az év során egyes szentségek kiszolgáltatása során, vagy különleges szertartásoknál használnak: így például a keresztelésnél, bérmálásnál, betegek keneténél, templomszentelésnél.

### Esti mise – az utolsó vacsora emlékmiséje
Az esti szentmisén az utolsó vacsorára emlékeznek, amelyen Jézus megalapította az Eucharisztiát (azaz tulajdonképpen a szentmisét). Hagyomány,
hogy szintén az utolsó vacsorán történtekre emlékezve (amikor Jézus megmosta tanítványai lábát) a pap megmossa több hívő lábát. 
A misében számos elem a gyászra, a Jézus halálával kialakuló hiányra, csöndre, ürességre utal, illetve a temetési szertartást idézi. Ugyan a misében felhangzó „glória” után a harangok megszólalnak, de azután a gyász jeleként el is némulnak, akárcsak a szertartás során alkalmazott orgonák, és csengők. Helyettük egészen a nagyszombati szertartásban felhangzó glóriáig fakereplőket alkalmaznak. A gyásznak ezt a jelképét a magyar katolikus hagyományban egy jellegzetes szófordulattal fogalmazzák meg: a hívek szerint ezekben a napokban „a harangok Rómába mennek”.
A mise végeztével az oltáriszentséget (azaz az Eucharisztia keretében átváltoztatott ostyát) is eltávolítják rendes őrzési helyéről a tabernákulumból, és ünnepélyesen egy másik őrzési helyre – jellemzően a templomban kialakított szent sírhoz – viszik, és az egészen a nagyszombati feltámadási mise áldoztatásáig ott is marad.
Ezután az „oltárfosztás” szertartásának keretében, a pap minden díszétől (virág, gyertyák, terítő) megfosztja az oltárt, majd a teljesen üres oltárt vízzel lemossa („oltármosás”).

### Sötét zsolozsma
A nap szertartásához, tartozik a „sötét zsolozsma” elimádkozása is, amire a késő esti órákban kerül sor. A zsolozsma keretében az oltárra helyezett gyertyatartóban minden gyertyát meggyújtanak, majd minden zsoltárvers elimádkozása után eloltanak egyet-egyet, a középsőt kivéve, ami az egyetlen világító gyertya marad a templomban. A gyertyák kioltása azt jelképezi, ahogy a szenvedő Krisztust magára hagyják tanítványai. Az égve maradó gyertya Jézus jelképe. A sötét zsolozsmát püspöki székesegyházakban nagypénteken és nagyszombaton is elvégzik.